# تي. ديفيس بان
تي. ديفيس بان (بالإنجليزية: T. Davis Bunn)‏ (1952، كارولاينا الشمالية في الولايات المتحدة)؛ روائي أمريكي.